# Iwan Sergejewitsch Lissutin
Iwan Sergejewitsch Lissutin (russisch Иван Сергеевич Лисутин; * 23. Februar 1987 in Tjumen, Russische SFSR) ist ein russischer Eishockeytorwart, der zuletzt bei Torpedo Nischni Nowgorod aus der Kontinentalen Hockey-Liga unter Vertrag stand.

## Karriere
Iwan Lissutin begann seine Karriere als Eishockeyspieler in seiner Heimatstadt in der Nachwuchsabteilung von Gasowik Tjumen, für dessen Profimannschaft er von 2003 bis 2008 zunächst in der drittklassigen Perwaja Liga und nach dem Aufstieg in der Saison 2005/06 in der Wysschaja Liga, der zweiten russischen Spielklasse, aktiv war. Zudem kam er in der Saison 2006/07 zu 15 Zweitligaeinsätzen für Metallurg Serow und in der Saison 2007/08 zu zwölf Einsätzen für Gasowiks Farmteam aus der Perwaja Liga.
Im Sommer 2008 unterschrieb Lissutin einen Vertrag beim Zweitligisten Awtomobilist Jekaterinburg, der ein Jahr später in die Kontinentale Hockey-Liga aufgenommen wurde. Für Awtomobilist stand der Torwart in der Saison 2009/10, in seinem Rookiejahr in der KHL, in insgesamt 37 Spielen zwischen den Pfosten. Vor allem in der Hauptrunde konnte er mit einem Gegentorschnitt von 2.65 und einer Fangquote von 91,0 % überzeugen. Im Januar 2011 wurde Lissutin vom HK Metallurg Magnitogorsk unter Vertrag genommen. Im November 2011 kehrte der Russe zu Awtomobilist Jekaterinburg zurück. Nach einer Saison bei Awtomobilist wechselte er zu Witjas Tschechow, wo er drei Jahre lang spielte.
Im Juni 2015 tauscht ihn Witjas gegen ein Wahlrecht für den KHL Junior Draft 2016 von Torpedo Nischni Nowgorod, spielte dort aber nur bis November 2015, ehe er an Neftechimik Nischnekamsk abgegeben wurde. In der Saison 2016/17 stand er erneut bei Awtomobilist Jekaterinburg unter Vertrag, ehe er 2017 zu Torpedo Nischni Nowgorod wechselte und für Torpedo 27 KHL-Partien absolvierte.

## Erfolge und Auszeichnungen
- 2006 Aufstieg in die Wysschaja Liga mit Gasowik Tjumen
- 2019 Slowakischer Meister mit dem HC 05 Banská Bystrica

## Karrierestatistik
(Legende zur Torhüterstatistik: GP oder Sp = Spiele insgesamt; W oder S = Siege; L oder N = Niederlagen; T oder U oder OT = Unentschieden oder Overtime- bzw. Shootout-Niederlage; Min. = Minuten; SOG oder SaT = Schüsse aufs Tor; GA oder GT = Gegentore; SO = Shutouts; GAA oder GTS = Gegentorschnitt; Sv% oder SVS% = Fangquote; EN = Empty Net Goal; 1 Play-downs/Relegation; Kursiv: Statistik nicht vollständig)